# Kim anh răng
Kim anh răng (danh pháp khoa học: Ixeris dentata) là một loài thực vật có hoa trong họ Cúc. Loài này được (Thunb. ex Thunb.) Nakai mô tả khoa học đầu tiên năm 1923.